# بیوکانان، ساسکاچوان
بیوکانان (به انگلیسی: Buchanan) یک روستا در کانادا است که در ساسکاچوان واقع شده‌است. بیوکانان ۱٫۲۹ کیلومتر مربع مساحت و ۲۱۸ نفر جمعیت دارد و ۵۰۲ متر بالاتر از سطح دریا واقع شده‌است.